# Пилзно
Пилзно (пољ. Pilzno) град је у Пољској у Војводству поткарпатском. По подацима из 2012. године број становника у месту је био 4762.

## Становништво
| 2012. |
| ----- |
| 4.762 |